# Złakowo
Złakowo (niem. Schlackow) – wieś w Polsce położona w województwie zachodniopomorskim, w powiecie sławieńskim, w gminie Postomino.
W latach 1975–1998 miejscowość administracyjnie należała do województwa słupskiego.

## Zabytki
- park pałacowy, pozostałość po  pałacu[4].